# کاتاکسنا کوا
کاتاکسنا کوا (به انگلیسی: Kataxenna Kova)
کاتاکسنا کوا یک مدل انگلیسی است که بیشتر به خاطر لاتکس‌ها و گلامورهایش شناخته می‌شود.